# Les Mystérieuses Explorations géographiques de Jasper Morello
Pour plus de détails, voir Fiche technique et Distribution.
Les Mystérieuses Explorations géographiques de Jasper Morello (en anglais : The Mysterious Geographic Explorations of Jasper Morello) est un court-métrage d'animation australien réalisé par Anthony Lucas et sorti en 2005. C'est un court métrage d'animation de silhouettes relatant un récit d'aventure qui se déroule dans un univers steampunk. Le film a reçu de nombreux prix.

## Synopsis
Le film commence à Gothia, une ville imaginaire à l'architecture métallique où l'on se déplace à l'aide de dirigeables et de machines à vapeur. Une terrible peste décime la population. Jasper Morello, un aéronaute royal, a récemment causé la mort accidentelle d'un membre de son équipage à cause d'une erreur de calcul, et en garde une culpabilité qui le ronge. Il reçoit du gouvernement une mission de pose de sondes météorologiques et s'embarque à bord du dirigeable Resolution, non sans inquiétude à l'idée de laisser son épouse dans la ville ravagée par l'épidémie.

## Fiche technique
- Titre original : The Mysterious Geographic Explorations of Jasper Morello
- Réalisation : Anthony Lucas
- Scénario : Mark Shirrefs, Anthony Lucas
- Musique originale : Bruce Rowland
- Montage : David Tait
- Création des décors : Anthony Lucas
- Sociétés de production : 3D Films, The Australian Film Commission, Film Victoria, SBS Independent
- Distribution : Monster Distributes (mondial, tous les supports)
- Pays :  Australie
- Langue : anglais
- Format : 1,85:1, couleur
- Son : Dolby Digital
- Durée : 26 minutes (Australie)
- Date de sortie : 2005

## Distribution
- Joel Edgerton : Jasper Morello
- Helmut Bakaitis : Dr Claude Belgon
- Tommy Dysart : Capitaine Griswald
- Jude Beaumont : Amelia
- Richard Moss : Kovaks et voix additionnelles
- Lewis Fiander : Ingénieur Kemp et voix additionnelles

## Récompenses
Le court métrage reçoit le Cristal d'Annecy au Festival international du film d'animation d'Annecy en 2005. La même année, il reçoit deux prix de l'Australian Film Institute : le prix du meilleur court métrage et un prix d'Outstanding Achievement in Craft in a Non-Feature. En Australie, il reçoit également un IF Award de la Meilleure animation. Il remporte également le prix de la Meilleure animation au Dragon*Con Short Film Festival. Au Festival international du film de Valladolid, il remporte le Prix du 50e anniversaire. En 2006, le court métrage remporte le Prix spécial du jury au Festival du film indépendant de Boston.

## Éditions en vidéo
Le court métrage est édité en Australie par Madman en 2006 dans un DVD, The Mysterious Geographic Explorations of Jasper Morello, qui contient aussi quatre autres courts métrages du même réalisateur, ainsi qu'un documentaire The World of Jasper Morello et des commentaires audio. Il figure par ailleurs dans une anthologie de courts métrages éditée aux États-Unis en 2006 par Magnolia, A Collection of 2005 Academy Award Nominated Short Films, où il est regroupé avec plusieurs autres courts métrages d'autres réalisateurs également primés en 2005.